# 장준호 (배구 선수)

장준호(1990년 11월 2일 ~ )은 대한민국의 남자 배구 선수이며, 서울 우리카드 위비의 선수이다. 2013-2014 신인 드래프트에서 전체 9순위로 안산 OK저축은행 러시앤캐시에 입단하였으며 2019년 11월 21일 OK저축은행 장준호, 이승준과 한국전력 최홍석 간의 2:1 트레이드로 한국전력으로 이적하였다. 2020년 4월 19일 FA로 서울 우리카드 위비로 이적하였다.

## 안산 OK저축은행 러시앤캐시
주로 백업으로 경기에 출전하였고, 알토란 같은 활약을 보여주며 팀에 도움이 되었고, 2015-16시즌이 끝나고 상무신협으로 군입대 하였고 상무신협에서 주전센터로 경기에 출전해 준수한 활약을 보여줬고, 2018-19시즌을 앞두고 전역하여 본인의 커리어 하이를 작성하였다.